# Дилижанса снова
Дилижанса снова је југословенски филм из 1960. године. Режирала га је Соја Јовановић, а сценарио су писали Арсен Диклић и Соја Јовановић.

## Радња
Филм је прича о догодовштинама варалице који се представља као песник и осваја срца младих удавача.
Варалица се представља као песник луталица и успева да освоји срца младих дама и њихових мајки у малом војвођанском месту.
Када се открије да "песника" тражи полиција, он бежи дилижансом којом је и дошао.

## Улоге
| Глумац                     | Улога                           |
| -------------------------- | ------------------------------- |
| Слободан Перовић           | Алекса Никић / Светозар Ружичић |
| Властимир Ђуза Стојиљковић | Мишић Нотарош                   |
| Рената Улмански            | Ружа                            |
| Љубинка Бобић              | Сара Падавицки                  |
| Оливера Марковић           | Фема                            |
| Миодраг Поповић Деба       | Мита                            |
| Михајло Бата Паскаљевић    | Кир Јања                        |
| Миливоје Томић             | Петљански                       |
| Велимир Бата Живојиновић   | вереник Васа                    |
| Северин Бијелић            | возач дилижансе                 |
| Соња Хлебш                 | мајорица                        |
| Љиљана Михајловић          | учитељица балета                |
| Милена Дравић              | Евица                           |
| Љубиша Бачић               | свештеник                       |
| Јелена Јовановић Жигон     | циганка                         |
| Мирко Срећковић            | доктор                          |
| Владимир Медар             | Гост у кафани                   |
| Анка Врбанић               | Пијанисткиња                    |

Комплетна филмска екипа  ▼
| Редитељ                   | Соја Јовановић        |                                  |
| Сценариста                | Арсен Диклић          |                                  |
| Сценариста                | Соја Јовановић        |                                  |
| Сценариста                | Јован Стерија Поповић |                                  |
| Композитор                | Боривоје Симић        |                                  |
| Директор фотографије      | Ненад Јовичић         | директор фотографије             |
| Монтажер                  | Миодраг Јовановић     |                                  |
| Монтажер                  | Миланка Нановић       |                                  |
| Сценограф                 | Миомир Денић          |                                  |
| Уметнички директор        | Александар Миловић    |                                  |
| Костимограф               | Данка Павловић        |                                  |
| Одсек за шминку           | Ванда Петровић        | шминкерка                        |
| Одсек за шминку           | Зорица Рандић         | шминкерка (као Зорица Костелник) |
| Одсек за шминку           | Радмила Тодоровић     | асистент шминкера                |
| Менаџер продукције        | Светислав Јовановић   | вођа снимања                     |
| Менаџер продукције        | Душан Петровић        | директор филма                   |
| Менаџер продукције        | Миодраг Станковић     | организатор                      |
| Помоћник режије           | Жарко Павловић        | помоћник редитеља                |
| Помоћник режије           | Здравко Рандић        | први помоћник редитеља           |
| Уметнички одсек           | Миладин Аранђеловић   | сет дизајнер                     |
| Одсек за звук             | Миодраг Недић         | тон мајстор                      |
| Одсек за звук             | Владимир Станковић    | микроман                         |
| Одсек за камеру и расвету | Јован Јовановић       | пратилац камере                  |
| Одсек за камеру и расвету | Душан Недељковић      | пратилац камере                  |
| Одсек за монтажу          | Јован Јовановић       | надзорни уредник                 |
| Музички одсек             | Боривоје Симић        | диригент                         |
| Остала екипа              | Нада Недељковић       | секретар режије                  |